# Melody Thomas Scott

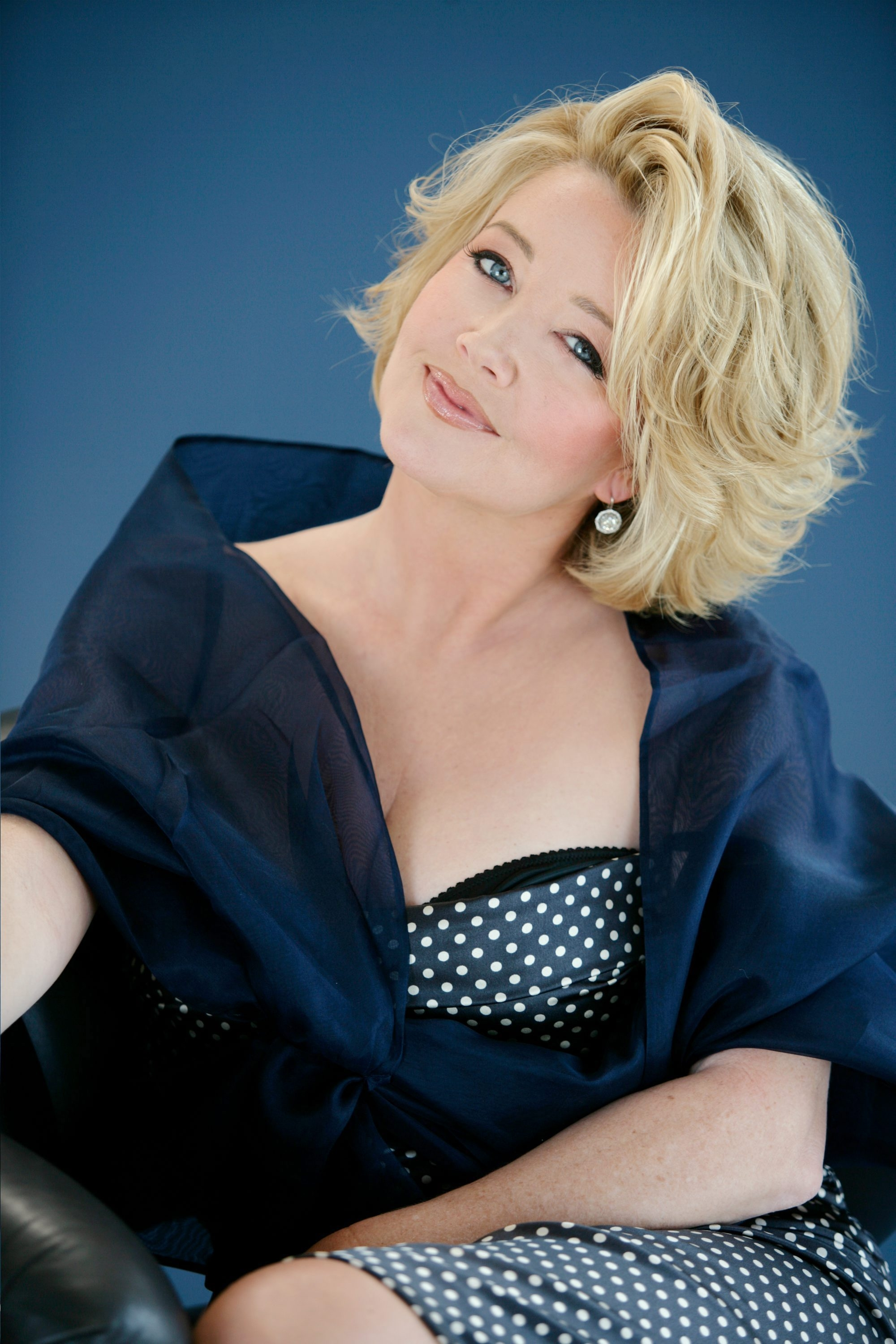
Melody Thomas Scott (2007)

Melody Thomas Scott (* 18. April 1956 in Los Angeles, Kalifornien) ist eine US-amerikanische Schauspielerin.

## Leben und Karriere
Ihre erste Filmrolle bekam die als Melody Ann Thomas geborene Schauspielerin schon als Achtjährige in Alfred Hitchcocks Marnie (1964). In den 1970er Jahren spielte sie einige Rollen in Filmen und Fernsehserien, beispielsweise in Der letzte Scharfschütze, an der Seite von John Wayne in seinem letzten Film, in Die Waltons und Drei Engel für Charlie. Sie wurde dann vor allem bekannt als langjährige Darstellerin in der Seifenoper Schatten der Leidenschaft, in der sie seit Februar 1979 die Rolle der Nikki Reed Newman spielt.
Sie studierte an der University of Southern California und hat einen Abschluss in Musik. In erster Ehe war sie von Januar bis Juli 1979 mit Michael Altman verheiratet. Mit ihrem zweiten Ehemann Edward Scott, Executive Producer von Schatten der Leidenschaft, ist Melody Thomas Scott seit 1985 verheiratet, sie haben drei Kinder, die Töchter Alexandra, Jennifer und Elizabeth.

## Filmografie (Auswahl)
- 1964: Marnie
- 1971: Betrogen (The Beguiled)
- 1975: Männer des Gesetzes (Posse)
- 1976: Der letzte Scharfschütze (The Shootist)
- 1977: Secrets
- 1977: Der Teufel auf Rädern (The Car)
- 1977: Die Waltons (The Waltons, Fernsehserie, 2 Folgen)
- 1978: Teufelskreis Alpha (The Fury)
- 1978: Piranhas
- 1978: Drei Engel für Charlie (Charlie's Angels; Fernsehserie, Folge: Die Sandkasten-Morde)
- seit 1979: Schatten der Leidenschaft (The Young and the Restless, Fernsehserie)
- 1980: Der Scarlett-O’Hara-Krieg (The Scarlett O’Hara War)
- 2001: King of Queens (The King of Queens, Fernsehserie, 1 Folge)